# Benke Valéria
Benke Valéria, 1945-ig Binder Valéria, asszonynevén Havas Ernőné (Gyönk, 1920. június 26. – Budapest, 2009. június 7.) magyar tanítónő, kommunista politikus, művelődésügyi miniszter.

## Élete
Binder Pál Lajos órás és Kniesz Anna Mária (1898–1960) lánya. Az MKP KV Nőtitkárságának munkatársa volt 1947-től, majd az MNDSZ Budapesti Bizottságának titkárává választották (1948–1950). Az Országos Béketanács Titkára 1951-től 1954-ig volt, majd 1954-1956 között a Magyar Rádió elnökeként dolgozott.
Az 1956-os forradalom során október 30-án eltávolították az intézmény éléről, az iránta való bizalom megrendülését jelzi, hogy 1956 novemberében csak kormánybiztos elnökhelyettesként térhetett vissza, és csak 1957 augusztusában helyezték vissza az intézmény élére, 1958-ig.
Művelődésügyi miniszterként (1958–1961) több, 1956-os „pesti srácot” tiltott el végleg a továbbtanulástól, s számos, ún. „X-es” (azaz egyéb, tehát „polgári”, vagyis nem „munkás-paraszt”) származású fiatalt utasíttatott el az egyetemekről, szúrópróba-szerűen. A párt elméleti folyóirata, a Társadalmi Szemle szerkesztőbizottságának elnöke 1961-től volt nyugdíjazásáig, 1988-ig.
További címei: KV tag (1954–1956), IKB, illetve KB tag (1957–1988), az MSZMP Politikai Bizottságának tagja (1970–1985). Ő volt az első és másfél évtizeden át az egyetlen nő a magyarországi kommunista pártok politikai bizottságaiban.

## Művei
- Töretlen politika. Beszédek és cikkek, 1968–1982; Kossuth, Budapest, 1983

## Díjai, elismerései
- Magyar Köztársasági Érdemrend tisztikeresztje (1948)
- Magyar Népköztársasági Érdemrend V. fokozata (1952)[6]
- Munka Vörös Zászló érdemrendje (1955)
- Munka Érdemrend arany fokozata (1970)[7]
- Dimitrov-emlékérem (1973)
- Magyar Népköztársaság érdemrendje (1980)[8]